# 马里奥·基纳
马里奥·基纳（葡萄牙語：Mário Quina，1930年1月1日—2017年9月8日），葡萄牙男子帆船运动员。他曾代表葡萄牙参加1952年、1960年、1968年和1972年夏季奥林匹克运动会帆船比赛，其中1960年奥运会获得一枚银牌。

## 家庭
弟弟若泽·曼努埃尔·基纳。